# Dodge (Wisconsin)
Dodge – miasto w stanie Wisconsin w hrabstwie Trempealeau w Stanach Zjednoczonych.
- Powierzchnia: 55,4 km²
- Ludność: 414 (2000)